# WASP-8
WASP-8  — жовтий карлик на Головній Послідовності спектрального класу G6 з видимою зоряною величиною в смузі V 9m.9, що розташована досить близько від Землі, на відстані приблизно 27 світлових років, у напрямку сузір'я Скульптор. Дана зоря досить схожа на наше Сонце й має ефективну температуру 5600 °K, масу — 0.93 від соняної маси, радіус — 0.95 від сонячного радіусу й яскравість — 0.79 від сонячної.

## Планетарна система
Дана зоря має одну відому екзопланету WASP-8b, яку було відкрито в процесі дії проекту СуперWASP й зареєстровано методом транзиту планети по видимому диску зорі.
| Планета (по порядку віддалення від зорі) | Маса    | Радіус  | Велика піввісь (а.о.) | Орбітальний період (діб) | Нахил орбіти (°) | Ексцентриситет орбіти | Кіл-ть супутників |
| ---------------------------------------- | ------- | ------- | --------------------- | ------------------------ | ---------------- | --------------------- | ----------------- |
| WASP-8b                                  | 2.23 MJ | 1.17 RJ | 0.0793                | 8.16                     | ?                | ?                     | ?                 |